# Dzērbenes pagasts
Dzērbenes pagasts er en territorial enhed i Vecpiebalgas novads i Letland. Pagasten havde 1.011 indbyggere i 2010 og 743 indbyggere i 2016 og omfatter et areal på 124,60 kvadratkilometer. Hovedbyen i pagasten er Dzērbene.